# Triode (orthodoxie)
Le Triode est, dans l'Église orthodoxe, une période préparatoire à Pâques qui commence le dimanche du Publicain et du Pharisien (70 jours avant Pâques) et se termine le Samedi saint (veille de Pâques).

## Les temps du Triode
Le Triode se décline en trois temps : les dimanches préparatoires, le Grand Carême et la Semaine sainte.

### Les dimanches préparatoires
Les trois semaines avant le début du Grand Carême sont consacrées à la méditation, à la prière et à la préparation du Grand Carême. Elles sont marquées par :
- le dimanche du Publicain et du Pharisien (J-70 : 70 jours avant Pâques), débute le Triode, le Petit carême et consacre une semaine de méditation sur l'humilité à l'égard des autres et de la Grâce divine ;
- le dimanche du Fils prodigue (J- 63) précède une semaine de prière sur la parabole du Fils prodigue et sur la reconnaissance de ses erreurs ;
- le dimanche du Jugement dernier (J-56)) marque la fin de la consommation de viande, il marque le début de la Semaine des laitages et le Carnaval ;
- le dimanche du Pardon (J-49) marque la fin du Petit carême et du Carnaval. Le Lundi pur qui suit débute le Grand Carême.

### Le Grand Carême
Le Grand Carême débute le Lundi pur (J-48) et se termine le Samedi saint (J-1). Durant cette période, il est prescrit de s'abstenir de consommer de la viande, des aliments gras ou riches, de se consacrer à l'humilité, à l'attention aux autres et à la prière.

### La Semaine sainte
Pour les chrétiens orthodoxes, le Grand Carême prend fin le vendredi de la sixième semaine. Il est suivi du Samedi de Lazare et du dimanche des Rameaux (J-7). Après ce dimanche commence une période distincte, la Semaine sainte qui précède directement Pâques.